# Albert Hagar
Albert Hagar, född 1827, död 1924, var en kanadensisk företagare och politiker, ledamot av Kanadas underhus från 1867 till 1878.